# Радованович, Ратко
Ра́тко Радова́нович (сербохорв. Ratko Radovanović / Ратко Радовановић; 16 октября 1956, Сараево) — бывший югославский баскетболист, играл на позиции центрового.
В составе сборной Югославии становился чемпионом Европы 1977 года, чемпионом мира 1978 года, Олимпийским чемпионом 1980 года.

## Карьера

### Клубная
В 1972 году стал игроком сараевской «Босны». Команда, дебютировавшая в первой лиге в сезоне 1972/73 постепенно вошла в число лидеров югославского баскетбола. В сезоне 1977/78 Радованович вместе с «Босной» выиграл и чемпионат, и Кубок Югославии. «Босна» могла выиграть и ещё один крупный турнир, но в финале Кубка Корача команда уступила белградскому «Партизану». В Кубке европейских чемпионов 1978/79 Ратко Радованович был одним из ключевых игроков «Босны» и помог ей — первой из югославских команд выиграть этот турнир.
С «Босной» Радованович выиграл ещё два югославских чемпионских туитула в сезонах 1979/80 и 1982/83. Всего за «Босну» сыграл более 500 матчей и набрал около 10 000 очков.
В 1983 году перешёл во французский клуб «Стад Франсе». Один сезон в клубе отыграл вместе с партнёром по сборной Югославии Драганом Кичановичем, этот сезон сам Радованович назвал лучшим в своей карьере. Летом 1986 года Радованович стал игроком итальянского клуба «Рейер Венеция». За 4 года провёл за итальянский клуб 134 матча, набрал 2 960 очков. Завершил игровую карьеру в 1990 году.

### В сборной
С 1973 года выступал за молодёжную сборную Югославии. Первым крупным турниром Ратко Радовановича во взрослой сборной стал победный для югославов чемпионат Европы 1977 года. Радованович принял участие во всех 7 встречах, набрал 53 очка. На чемпионате Мира 1978 года в Маниле Радованович получал уже значительно больше игрового времени, за 10 матчей он набрал 123 очка, стал третьим в югославской команде по среднему количеству очков за игру. В финальной игре против сборной Советского Союза набрал 10 очков. Вошёл в десятку лучших игроков по итогам чемпионата.
В 1980 году Радованович в составе сборной стал чемпионом Олимпийский игр. На олимпийском турнире принял участие в 7 встречах, набрал 56 очков. Через четыре года на играх в Лос-Анджелесе показатели Радовановича выросли: он уже был безоговорочно основным центровым команды и набрал 113 очков в 8 сыгранных матчах, однако сборная Югославии довольствовалась лишь бронзовыми медалями. Последним крупным турниром для Радовановича стал чемпионат Европы 1987 года, на котором он сыграл в 7 матчах и набрал 67 очков, а «плави» снова выиграли бронзовые награды.
Всего за сборную Югославии Ратко Радованович провёл 133 матча.

### Спортивный функционер
С 1998 года Радованович работал спортивным директором сербского клуба «ФМП». В январе 2011 года он покинул свой пост, летом того же года ФМП объединился с «Црвеной звездой».

## Достижения

### Клубные
- Чемпион Югославии (3): 1977/78, 1979/80, 1982/83
- Обладатель Кубка Югославии: 1977/78
- Обладатель Кубка европейских чемпионов: 1978/79
- Финалист Кубка Корача: 1977/78

### В сборной
- Олимпийский чемпион: 1980
- Бронзовый призёр Олимпийских игр: 1984
- Чемпион мира: 1978
- Бронзовый призёр чемпионата мира (2): 1982, 1986
- Чемпион Европы (2): 1975, 1977
- Серебряный призёр чемпионата Европы: 1981
- Бронзовый призёр чемпионата Европы (2): 1979, 1987